# 弗拉基米尔·利特温
弗拉基米尔·米哈伊洛维奇·利特温（烏克蘭語：Володимир Михайлович Литвин，羅馬化：Volodymyr Mykhailovych Lytvyn，發音：[vɔɫɔdɪmɪr mɪxɑjɫɔvɪtʃ ɫɪtvɪn]；1956年4月28日—），乌克兰政治人物，現為人民黨的領袖，曾任烏克蘭總統府主任與兩任乌克兰最高拉达主席。